# Shadowbreed
Shadowbreed was een deathmetalband uit Maastricht-Meerssen (Nederland). De band is opgericht in 1992. Shadowbreed speelde op verschillende festivals in Nederland, België en Duitsland en deelde het podium onder andere met Deicide, Mayhem, Thyrfing, Cannibal Corps, Tanathos, Primordial en Immortal.

## Discografie
- Only Shadows Remain
- The Light of the Shadow